# Yaruquíes
Yaruquíes es una parroquia urbana del Cantón Riobamba en la Provincia de Chimborazo, Ecuador. Se ubica al pie de los cerros Yaruquíes y Cachas, a una altitud de 2.798 metros sobre el nivel del mar.
Entre los personajes célebres originarios de esta población se cuenta a Fernando Daquilema, el pintor Nicanor Carrillo, el padre Juan Gualberto Lobato y María Duchicela.